# Условный цвет

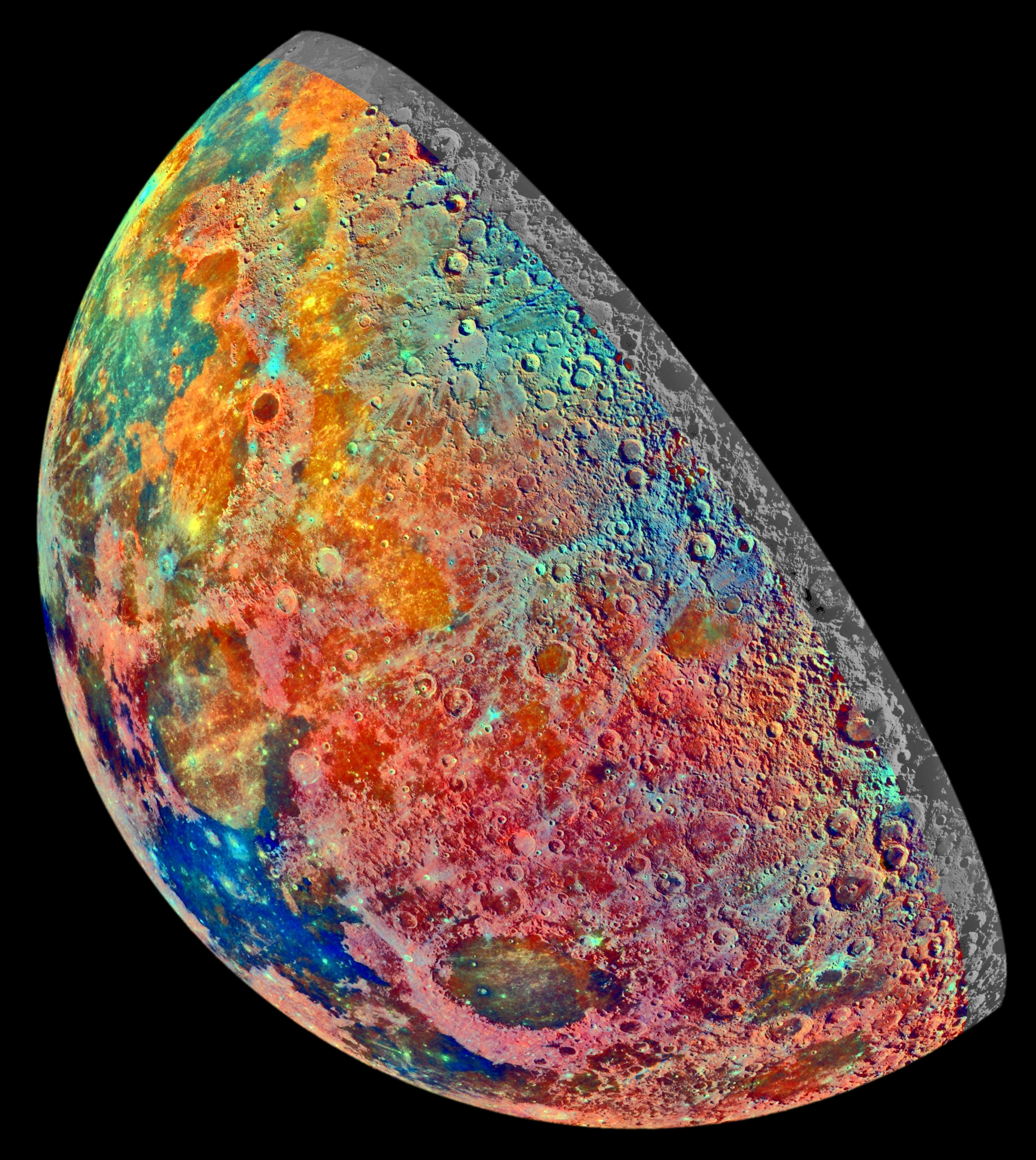
Изображение выполнено из 53 снимков, сделанных с помощью трех спектральных фильтров с помощью системы визуализации Галилея, когда он пролетал над северными регионами Луны в декабре 1992 года

Условные цвета (или псевдоцвета) относятся к группе методов визуализации, которые используются для отображения визуальной информации в цвете, которые были записаны в разных частях электромагнитного спектра (включая как видимую, так и невидимую его часть). Изображение в условных цветах — это изображение, на котором объект изображен в цвете, отличном от того, которые может показать фотография в истинном цвете. Зачастую на подобных изображениях для тех длин волн, которые наши глаза обычно не видят, назначаются условные цвета.
Существуют разные варианты ложных цветов, такие как псевдоцвет, срезы плотности и хороплеты, которые используются для визуализации информации либо данных, собранных с помощью одного канала шкалы серого, либо данных, не отображающих части электромагнитного спектра (например, возвышение на картах рельефа или типы тканей в магнитном поле).

### Истинный цвет
Концепция истинного цвета может помочь понять ложный цвет. Цвет изображения называется истинным, когда он соответствует восприятию естественного цвета объекта. Это означает, что цвета объекта на изображении кажутся человеческому наблюдателю такими же, как если бы этот наблюдатель непосредственно видел объект: зелёная трава выглядит зелёной на изображении, красное яблоко красным, голубое небо голубым и т. д. Применительно к черно-белым изображениям истинный цвет означает, что воспринимаемая яркость объекта сохраняется в его изображении.

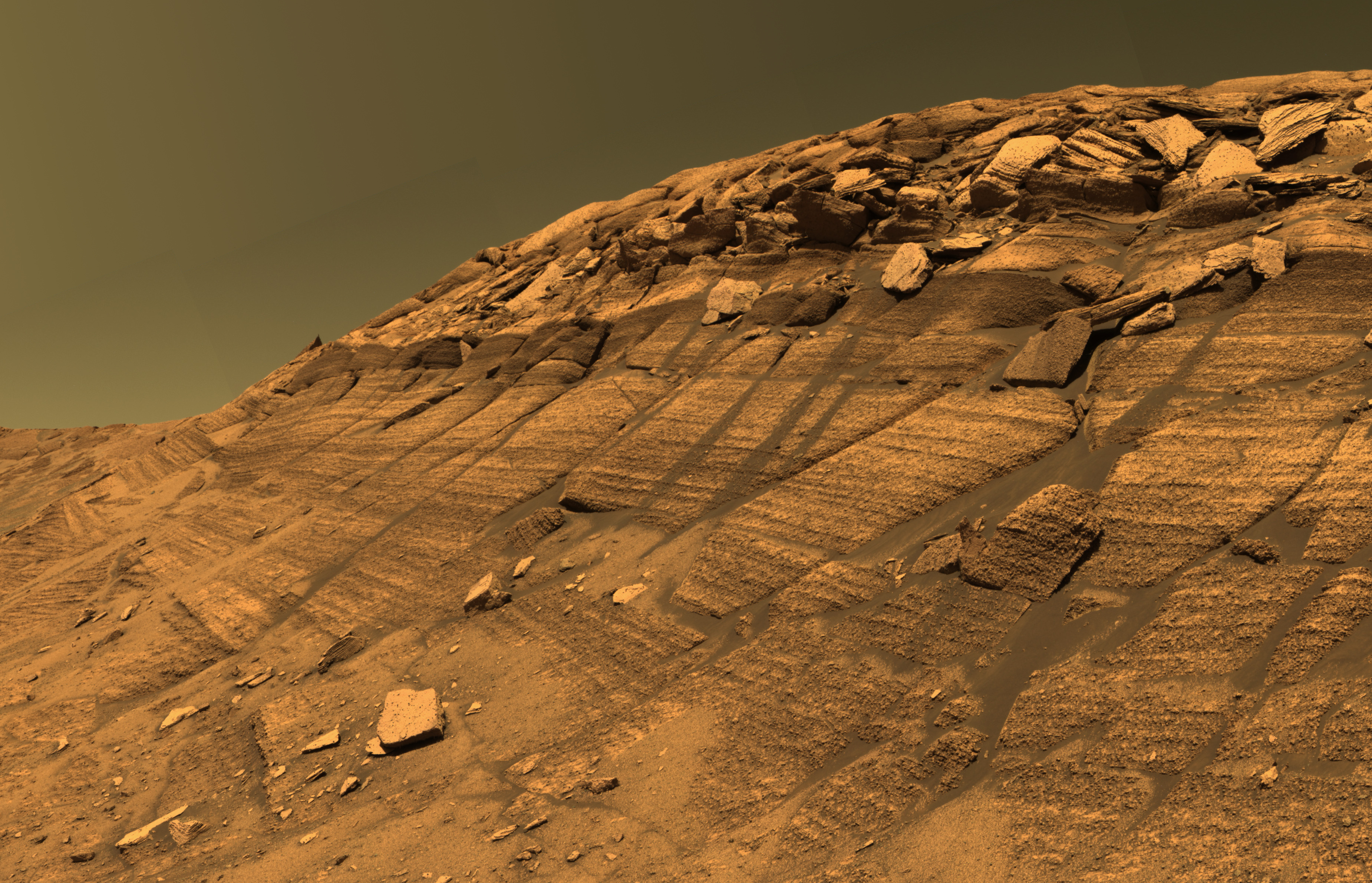
Бернс Клифф внутри кратера Эндюранс на Марсе. Цвет приблизительно соответствует истинному цвету, потому что вместо красного спектрального диапазона использовался инфракрасный. Результатом является метамерный сбой в цвете неба, которое на изображении слегка зеленоватое по сравнению с более оранжевым естественным цветом

Абсолютно точная цветопередача невозможна. Есть три основных причины цветовых ошибок (метамерный сбой):
- Различная спектральная чувствительность[англ.] человеческого глаза и устройства захвата изображения (например, камеры).
- Различные спектральные излучения/отражения объекта и процесса визуализации изображения (например, принтера или монитора).
- Различия в спектральной освещённости для отражающих изображений (например, фотопечати) или отражающих объектов — см. индекс цветопередачи (CRI).

Результатом метамерного сбоя может быть, например, изображение зеленого дерева, которое показывает другой оттенок зеленого, чем само дерево, другой оттенок красного для красного яблока, другой оттенок синего для голубого неба и т. д. Управление цветом (например, с профилями ICC) может использоваться для смягчения этой проблемы в рамках физических ограничений.
Изображения в приближённом истинном цвете, собранные из сделанных космическим аппаратом, обычно имеют определённую метамерную погрешность, поскольку спектральные диапазоны камер космического корабля выбираются прежде всего для сбора информации о физических свойствах исследуемого объекта, а не для захвата полноцветных изображений.